# 陳修 (吏部尚書)
陳脩（1321年—1371年），字伯昂，江西上饒人，明朝初年政治人物，官至吏部尚書。

## 生平
陳脩早年跟隨朱元璋平定浙東，后擔任執法官吏。其援引立法，悉數整改元朝後期留下的弊政。后升任兵部郎中，后升任濟南府知府，當時戰亂剛結束，人丁稀少，且多為屯田練兵。其治理有方，兵民相安，流放的人組建恢復職業。明太祖亦嘉獎其功勳。洪武四年，擔任吏部尚書，后死於任上。